# Kościół św. Izydora w Żabie
Kościół św. Izydora – rzymskokatolicki kościół filialny w Żabie koło Namysłowa. Świątynia należy do parafii Wniebowzięcia Najświętszej Maryi Panny w Biestrzykowicach, w dekanacie Namysłów zachód, archidiecezji wrocławskiej.